# Sematophyllum bottinii
Sematophyllum bottinii är en bladmossart som beskrevs av Accepted name, Consp. Musc. Eur.. Sematophyllum bottinii ingår i släktet Sematophyllum och familjen Sematophyllaceae. Inga underarter finns listade i Catalogue of Life.